# Pieter Janssens Elinga
Pieter Janssens Elinga (18 août 1623, Bruges - avant 1682, Amsterdam?) est un peintre néerlandais du siècle d'or. Il est connu pour ses peintures de scènes intérieures avec des effets de perspective, et ses natures mortes.

## Biographie

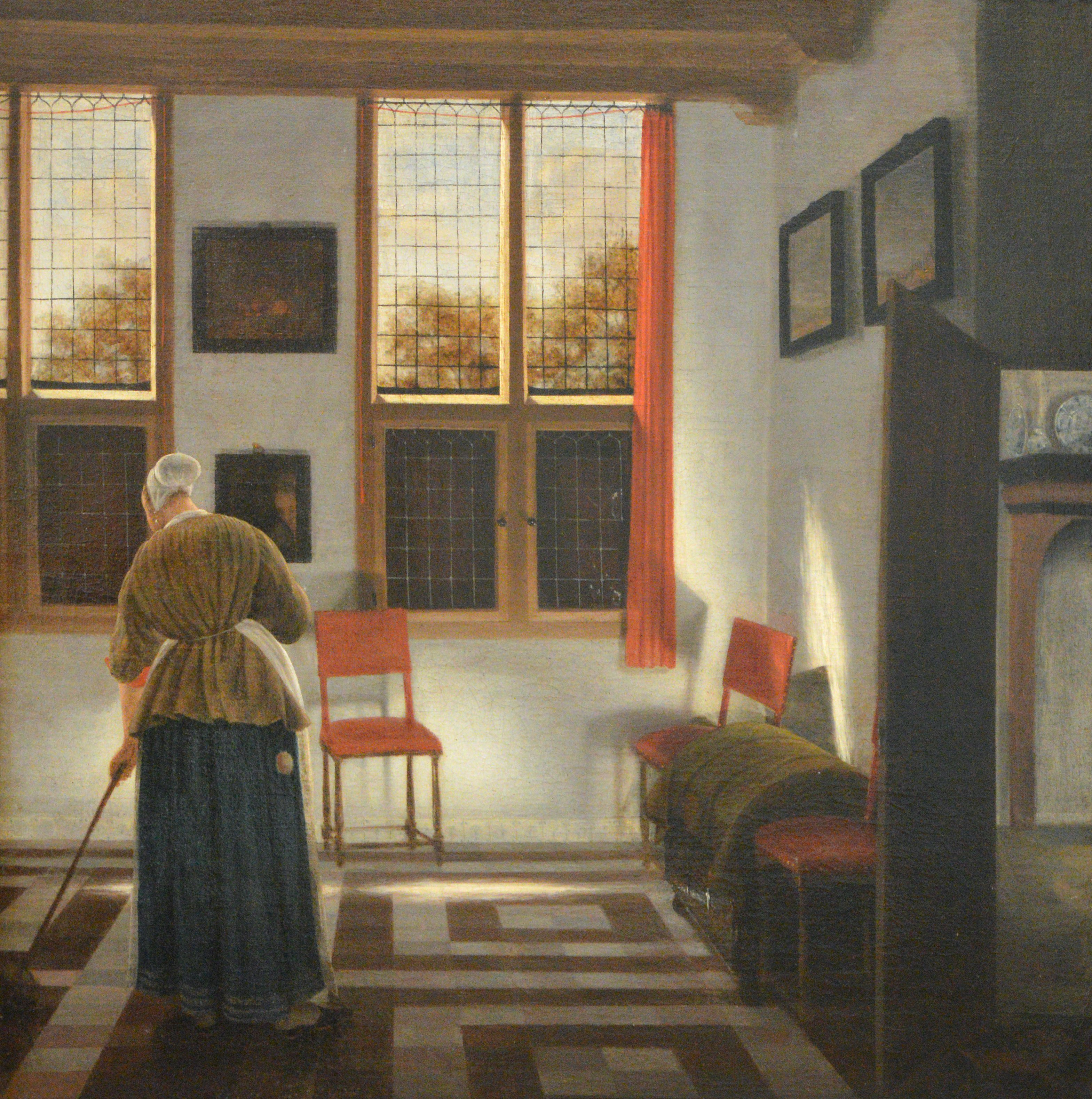
La Balayeuse (1668-1672)
Petit Palais, Paris

Pieter Janssens Elinga est né le 18 août 1623 à Bruges en Belgique.
Il étudie vraisemblablement la peinture auprès de son père Gisbrecht Janssens, qui est peintre à Bruges. Toutefois, son nom ne figure pas dans les registres de la Guilde de Saint-Luc de Bruges. Après la mort de son épouse Beatrix van der Mijlen, un inventaire des biens de Pieter Janssens Elinga est établi à Rotterdam le 22 août 1653. Cet inventaire est demandé par la Chambre des orphelins afin de protéger les intérêts de l'enfant du couple, et indique que l'artiste rencontre des difficultés financières. Il quitte Rotterdam et s'installe à Amsterdam, où une personne qui porte le même nom, mais qui est répertorié comme musicien, devient citoyen de la ville le 16 mars 1657. En septembre 1662, l'artiste Janssens Elinga et sa seconde épouse Jurina Bos résident dans la rue Breestraat, la même rue où résidait Rembrandt jusqu'en 1658. Le couple a quatre enfants. Les peintures de natures mortes de l'artiste sont influencées par le peintre Pieter de Hooch.
Il meurt avant 1682 vraisemblablement à Amsterdam, car son épouse est répertoriée comme étant veuve dans les archives de la ville le 24 septembre 1682.

## Œuvres
- Dame avec un collier de perles, huile sur toile, 66 x 63 cm, Musée Bredius, La Haye[3]
- Nature morte[3], huile sur toile, 43 x 33 cm, Musée Bredius, La Haye ;
- Intérieur avec escaliers en colimaçon[3], huile sur bois, 52,5 x 48 cm,, Musée Bredius, La Haye ;
- Femme lisant, huile sur toile, 75,5 x 63,5 (après 1650), Alte Pinakothek, Munich ;
- Intérieur avec jeune fille jouant de la guitare, huile sur toile (1655-1665), Phoenix Art Museum ;
- Boîte à perspective[3] (1660-1680), huile sur panneau, 84 x 82 x 42 cm, Musée Bredius,  La Haye ;
- Intérieur avec peintre, femme lisant et servante balayant, huile sur toile, 83,7 x 100 cm, (1665-1670), Städel Museum, Francfort-sur-le-Main ;
- Intérieur de maison hollandaise, huile sur toile, 62 x 59 cm, (1668-1672), Musée de l'Ermitage, Saint-Pétersbourg[4]
- La Balayeuse, huile sur toile, 58 x 60 cm (1668-1672), Petit Palais, Paris (copie du tableau précédent).

"
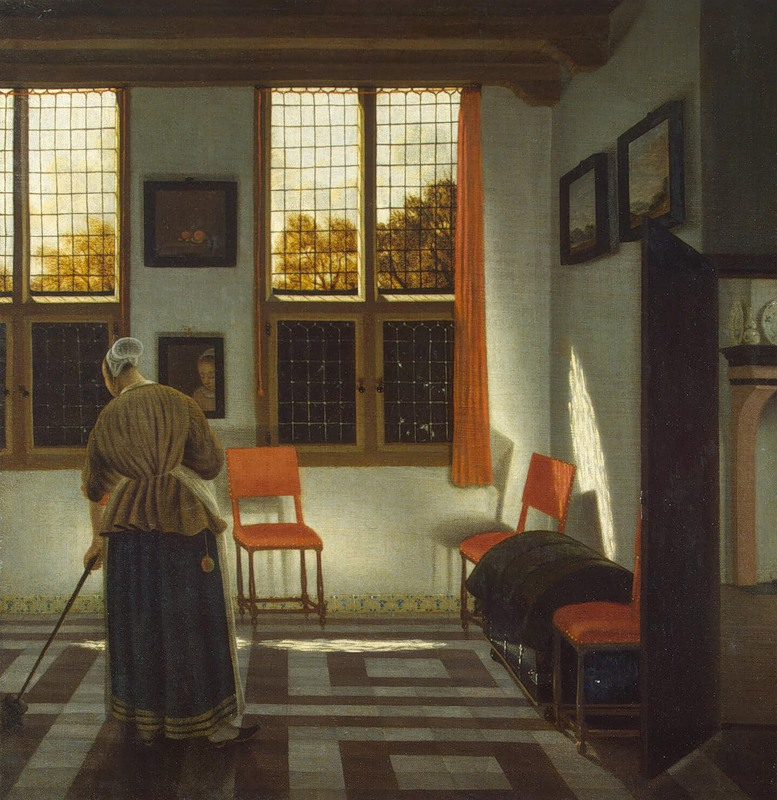
Intérieur hollandais Ermitage